# Hamburg Open
Hamburg Open je profesionální tenisový turnaj mužů a žen hraný v německém Hamburku. Mužská událost vznikla v roce 1892 pod názvem International German Open (Mezinárodní mistrovství Německa) jako nejstarší německý turnaj. Po grandslamech ve Wimbledonu a na Roland Garros představuje také nejstarší evropský turnaj, založený pět let před rozehráním Monte-Carlo Masters. Úvodní ročník proběhl na dvorcích hamburského železničního klubu „Eisenbahnverein auf der Uhlenhorst“. V roce 1924 se stálým dějištěm stal areál Am Rothenbaum. V letech 1971–1989 byl součástí okruhu Grand Prix. Se vznikem ATP Tour roku 1990 vytvořil hamburský turnaj jeden z dílů série Masters. Po rekonstrukci kategorií v sezóně 2009 byl i přes soudní spor degradován do úrovně ATP Tour 500. 
Ženský turnaj byl v Hamburku hrán s mužskou částí pod názvem German International Championships mezi lety 1896–1978. Jako samostatná událost na okruh WTA Tour vstoupil roku 1982 v Hittfeldu. Od sezóny 1987 se trvale usídlil v hamburském Am Rothenbaumu, než došlo v sezóně 2002 k jeho zrušení. Znám byl především pod názvy Citizen Cup (1987–1995) a Betty Barclay Cup (1999–2002). Negativní publicitu získal ročník 1993, kdy zmatený fanoušek nožem napadl světovou jedničku Moniku Selešovou, která poté nehrála více než dvě sezóny. Obnovení ženské události se uskutečnilo roku 2021 v kategorii WTA 250 po získání licence od jūrmalského Baltic Open. Hamburský turnaj se tak stal smíšenou událostí mužů a žen. V roce 2024 byla ženská polovina přechodně degradována do úrovně okruhu WTA 125 a pojmenována ECE Ladies Hamburg Open, když se titulárním partnerem stala společnost ECE Group. V sezóně 2025 se vrátila do kategorie WTA 250.
V roce 2019 se pořadatelství ujala rakouská rodinná společnost Reichel Business Group GmbH a turnaj získal pojmenování Hamburg European Open. Sandra Reichlová na pozici ředitelky nahradila Michaela Sticha, který stál v čele mezi lety 2009–2018. Reichlova rodina již měla zkušenost s organizováním turnajů Linz Open, Bad Gastein Ladies (2007–2015), Barcelona Ladies Open (2012) a Nürnberger Versicherungscupu (2013–2019).

## Historie

### Mužský turnaj

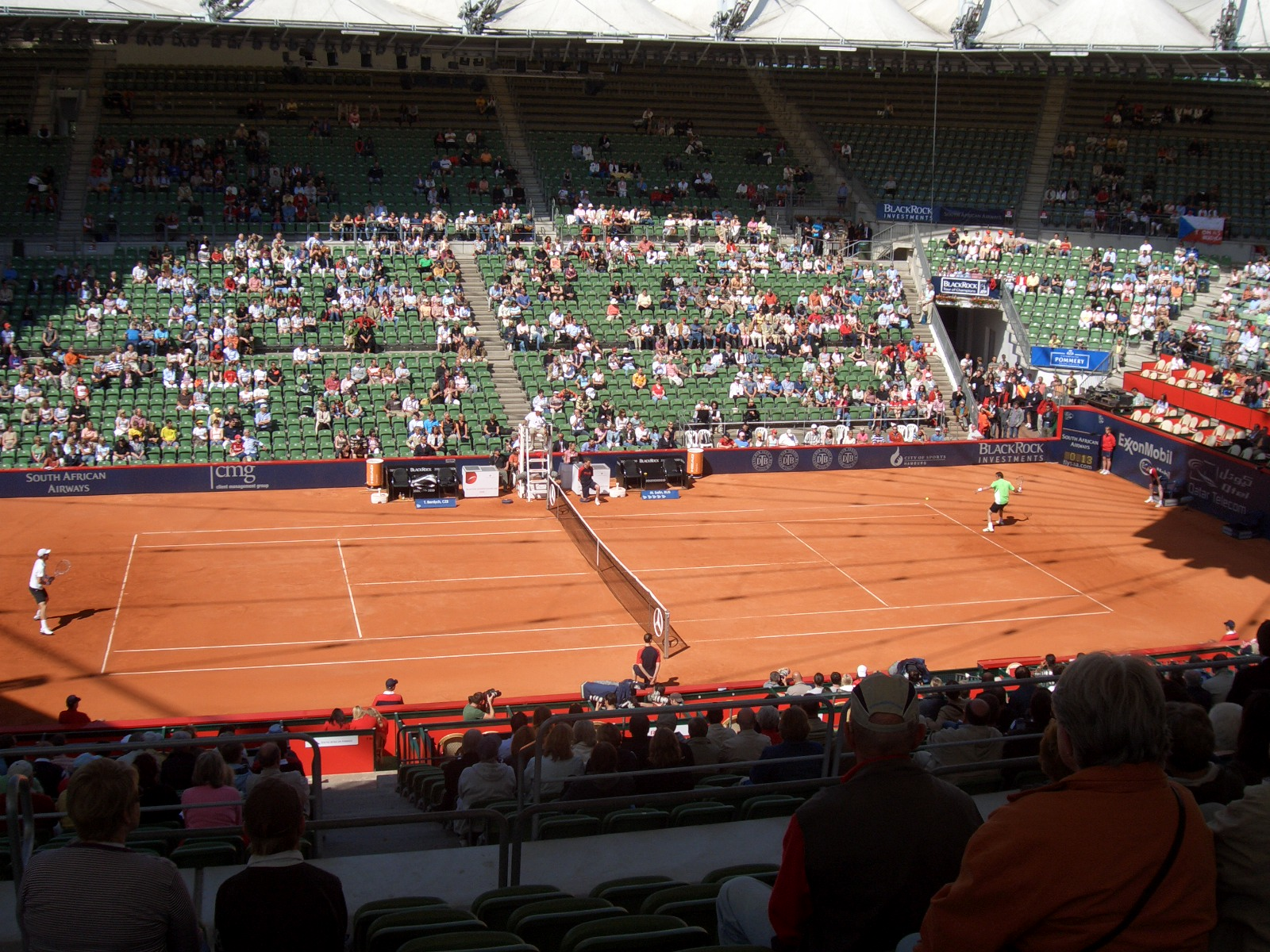
Druhé kolo Hamburg Masters 2008 mezi Tomášem Berdychem a Maratem Safinem

Mužský hamburský turnaj vznikl v roce 1892 pod názvem International German Open jako nejstarší evropská událost mimo londýnský a pařížský grandslam. Jednalo se o Mezinárodní mistrovství Německa. Úvodní ročník proběhl v hamburské čtvrti Uhlenhorst na pozemcích železničního klubu „Eisenbahnverein auf der Uhlenhorst“. Hrálo se na dvě vítězné sady. Od druhého ročníku 1893 pak probíhal na tři vítězné sady, než v sezóně 2007 opět negrandslamové turnaje přešly na třísetový formát. Mezi lety 1892–1896 se jej účastnili výlučně němečtí a rakouští tenisté. Na území pozdější čtvrti Rotherbaum se premiérově hrálo v roce 1894, kdy se hostitelem stal Der Club an der Alster. V období 1898–1901 se turnaj konal jako German Championships v Bad Homburgu. Mužská čtyřhra měla premiéru v sezóně 1902. Počáteční éra do roku 1910 byla až na výjimky charakterizována systémem vyzývacího finále, kdy obhájce trofeje hrál jediný zápas proti vyzývateli vzešlému ze soutěže. V roce 1924 se stálým dějištěm stal areál Am Rothenbaum, kde byly antukové dvorce tvrdší a rychlejší než na jiných turnajích. Spolu s Wimbledonem, Roland Garros a Rome Masters historicky představoval jednu ze čtyř nejvýznamnějších událostí v Evropě. Hlavní postavou amatérské éry byl Němec Gottfried von Cramm, jenž v letech 1932–1949 získal šest singlových trofejí. K nim přidal pět deblových titulů, poslední ve 46 letech roku 1955.
Po nástupu otevřené éry se turnaj v roce 1971 zařadil do nově založeného okruhu Grand Prix, kde v letech 1978–1989 patřil do nejvyšší kategorie Super Series. Se vznikem ATP Tour v sezóně 1990 vytvořil hamburský turnaj jeden z dílů nástupnické série Masters. Asociace tenisových profesionálů (ATP) v roce 2007 oznámila rekonstrukci kategorií s účinností od sezóny 2009. Jedním z důsledků byl i záměr snížit počet mastersů z devíti na osm. Hamburk tak vypadl z mistrovské kategorie. Ke snížení však nakonec nedošlo, když jeho místo v jarním termínu zaujal Madrid Open, do té doby hraný v hale. Organizátoři protestovali poklesem atraktivity pro hráče vzhledem k menšímu bodovému hodnocení v kategorii ATP Tour 500. Spoluvlastníci turnaje, Německý tenisový svaz s Katarskou tenisovou federací, tak zažalovali organizaci ATP u delawarského soudu. Americká porota však v roce 2008 rozhodla, že k porušení antimonopolních zákonů nedošlo. Po soudem nařízené mediaci se oba svazy proti verdiktu z roku 2008 odvolaly, ale filadelfský odvolací soud třetího okruhu v červnu 2010 potvrdil oprávněnost reorganizace kategorií ATP a neshledal zneužití monopolního postavení řídící organizace (spor byl veden jako Deutscher Tennis Bund et al. versus ATP Tour Inc. et al., No. 08-4123).
Nejvyšší počet čtyř singlových trofejí si v otevřené éře odvezl Švýcar Roger Federer.

### Ženský turnaj

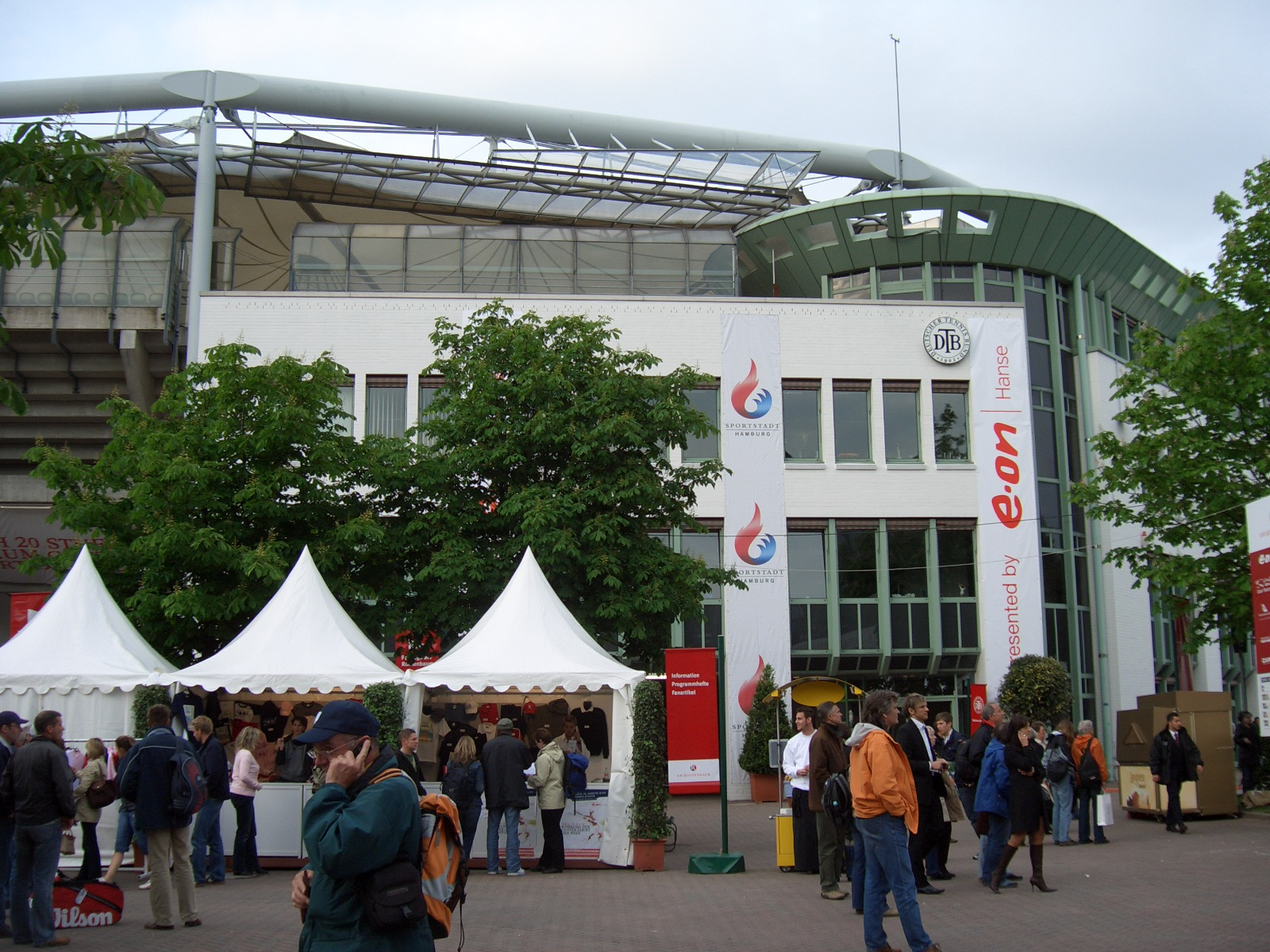
Exteriér centrálního dvorce

V období 1896–1978 hrály ženy v Hamburku německé mezinárodní mistrovství German International Championships společně s muži. Jednalo se o jeden z nejstarších ženských turnajů, který vznikl rok před začátkem ženského Roland-Garros.
Samostatný turnaj žen pak byl založen v roce 1982, kdy se na okruhu WTA Tour zařadil do kategorie Series 1. Úvodní dva ročníky proběhly v Hittfeldu. Od roku 1987 se jeho dějištěm stal hamburský areál Am Rothenbaum. V období 1988–1989 se řadil do kategorie Tier IV, v sezónách 1990–2002 pak do kategorie Tier II. V roce 2021 byl obnoven po získání licence od jūrmalského Baltic Open v rámci kategorie WTA 250. V sezóně 2024 se stal součástí okruhu WTA 125.
Nejvyšší počet šesti singlových titulů vybojovala německá tenistka Steffi Grafová, když je  získala v letech 1987–1992 v řadě. V dalších dvou ročnících 1993 a 1994 odešla z finále jako poražená, když nestačila na Španělku Arantxu Sánchezovou Vicariovou.

#### Napadení Selešové
Hamburg Open získal negativní publicitu v sezóně 1993, kdy byla ve čtvrtfinále s Magdalenou Malejevovou napadena světová jednička Monika Selešová divákem z tribuny. Incident se odehrál 30. dubna během přestávky na výměnu stran ve druhém setu, kdy Selešová vedla 6–4 a 4–3 na gamy. Útočníkem byl 38letý Němec Günter Parche, fanoušek posedlý Grafovou, který vběhl na dvorec a zezadu vrazil nůž mezi lopatky tenistky. Způsobil jí tak bodné zranění hluboké 1,5 centimetru. Selešová byla převezena do nemocnice a rekonvalescence trvala několik dalších týdnů. Událost však znamenala zlom v její tenisové kariéře, když nehrála více než dva roky. V Německu již nikdy nestartovala.
Zpočátku existovala také verze, že útok souvisí s jejími srbskými kořeny a probíhající válkou v Jugoslávii. Německé vyšetřovací orgány však od této verze brzy upustily a označily útočníka za zmateného a pravděpodobně psychicky narušeného jedince.
Günteru Parchesovi nařídil soud dvouletou psychiatrickou léčbu, čímž se vyhnul výkonu trestu ve vězení. Řídící tenisové organizace na incident reagovaly výrazným zvýšením bezpečnosti tenistů. Monika Selešová se do profesionálního tenisu vrátila v srpnu 1995 na Canada Masters, kde ve finále porazila Amandu Coetzerovou poměrem 6–0 a 6–1.

## Vývoj názvu turnaje
| - 1892–2000: German International Championships - 2001: Tennis Masters Series Hamburg - 2002–2004: Tennis Masters Hamburg - 2005–2008: Tennis Masters Hamburg presented by EON Hanse - 2009: International German Open Hamburg - 2010: German Open Tennis Championships - 2011–2013: bet-at-home Open – German Tennis Championships - 2014–2015: bet-at-home Open - 2016–2018: German Tennis Championships - 2019–2023: Hamburg European Open - od 2024: Hamburg Open | - 1982: Casino Cup - 1983: Fila Europa Cup - 1987–1995: Citizen Cup - 1996–1997: Rexona Cup - 1998: Intersport Damen Grand Prix - 1999–2002: Betty Barclay Cup - 2021–2023: Hamburg European Open - od 2024: ECE Ladies Hamburg Open |

## Přehled finále

### Mužská dvouhra
| Rok  | vítěz                   | finalista              | výsledek                          |
| ---- | ----------------------- | ---------------------- | --------------------------------- |
| 1892 | Walter Bonne            | R.A. Leers             | 7–5, 6–3                          |
| 1893 | Christian Winzer        | Walter Bonne           | 6–4, 6–0, 3–6, 6–3                |
| 1894 | Victor Voss             | Christian Winzer       | 11–9, 6–1, 6–4                    |
| 1895 | Victor Voss (2)         | Christian Winzer       | 6–2, 6–1, 6–2                     |
| 1896 | Victor Voss (3)         | Georg Wantzelius       | 6–1, 6–0, 6–1                     |
| 1897 | George Hillyard         | George C. Ball Greene  | 6–1, 6–2, 6–3                     |
| 1898 | Harold Mahony           | Joshua Pim             | 6–4, 6–3, 6–4                     |
| 1899 | Clarence Hobart         | Harold Mahony          | 8–6, 8–10, 6–0, 6–8, 8–6          |
| 1900 | George Hillyard (2)     | Lawrence Doherty       | bez boje                          |
| 1901 | Max Decugis             | Frederick W. Payn      | 6–4, 6–4, 4–6, 6–2                |
| 1902 | Max Decugis (2)         | John Flavelle          | 4–6, 2–6, 7–5, 7–5, 6–0           |
| 1903 | Major Ritchie           | Max Decugis            | bez boje                          |
| 1904 | Major Ritchie (2)       | Kurt von Wessely       | 6–4, 6–0, 10–8                    |
| 1905 | Major Ritchie (3)       | Tony Wilding           | 8–6, 7–5, 8–6                     |
| 1906 | Major Ritchie (4)       | Friedrich Wilhelm Rahe | 6–2, 6–2, 6–0                     |
| 1907 | Otto Froitzheim         | Major Ritchie          | 7–5, 6–3, 6–4                     |
| 1908 | Major Ritchie (5)       | George K. Logie        | 6–1, 6–1, 6–3                     |
| 1909 | Otto Froitzheim (2)     | Friedrich Wilhelm Rahe | 6–0, 6–2, 6–3                     |
| 1910 | Otto Froitzheim (3)     | Kurt Bergmann          | bez boje                          |
| 1911 | Otto Froitzheim (4)     | Felix Pipes            | 6–3, 6–2, 6–1                     |
| 1912 | Otto von Müller         | Heinrich Schomburgk    | 2–6, 6–1, 6–4, 6–2                |
| 1913 | Heinrich Schomburgk     | Otto von Müller        | 6–2, 6–4, 7–5                     |
| 1914 | turnaj se nekonal       | turnaj se nekonal      | turnaj se nekonal                 |
| 1919 | turnaj se nekonal       | turnaj se nekonal      | turnaj se nekonal                 |
| 1920 | Oscar Kreuzer           | Luis Maria Heyden      | 6–0, 6–0, 6–2                     |
| 1921 | Otto Froitzheim (5)     | Robert Kleinschroth    | 6–4, 8–6skreč                     |
| 1922 | Otto Froitzheim (6)     | Friedrich Wilhelm Rahe | 2–6, 6–0, 8–6, 6–1                |
| 1923 | Heinz Landmann          | Luis Maria Heyden      | 6–2, 6–3, 7–5                     |
| 1924 | Béla von Kehrling       | Luis Maria Heyden      | 8–6, 6–1, 9–7                     |
| 1925 | Otto Froitzheim (7)     | Béla von Kehrling      | 6–4, 6–1, 4–6, 6–1                |
| 1926 | Hans Moldenhauer        | Walter Dessart         | 6–2, 6–2, 6–1                     |
| 1927 | Hans Moldenhauer (2)    | Willy Hannemann        | 6–2, 4–6, 6–4, 6–4                |
| 1928 | Daniel Prenn            | Hans Moldenhauer       | 6–1, 6–4, 6–3                     |
| 1929 | Christian Boussus       | Otto Froitzheim        | 6–1, 4–6, 6–1, 6–8, 6–1           |
| 1930 | Christian Boussus (2)   | Joširo Ohta            | 1–6, 8–6, 2–6, 6–4, 6–4           |
| 1931 | Roderich Menzel         | Gustav Jaenecke        | 6–2, 6–2, 6–1                     |
| 1932 | Gottfried von Cramm     | Roderich Menzel        | 3–6, 6–2, 6–2, 6–3                |
| 1933 | Gottfried von Cramm (2) | Roderich Menzel        | 7–5, 2–6, 4–6, 6–3, 6–4           |
| 1934 | Gottfried von Cramm (3) | Clayton Lee Burwell    | 6–2, 6–1, 6–4                     |
| 1935 | Gottfried von Cramm (4) | Ottó Szigeti           | 6–3, 6–3, 6–3                     |
| 1936 | turnaj se nekonal       | turnaj se nekonal      | turnaj se nekonal                 |
| 1937 | Henner Henkel           | Vivian McGrath         | 1–6, 6–3, 8–6, 3–6, 6–1           |
| 1938 | Ottó Szigeti            | Bernard Destremau      | 8–6, 6–8, 6–3, 6–3                |
| 1939 | Henner Henkel (2)       | Roderich Menzel        | 4–6, 6–4, 6–0, 6–1                |
| 1940 | turnaj se nekonal       | turnaj se nekonal      | turnaj se nekonal                 |
| 1947 | turnaj se nekonal       | turnaj se nekonal      | turnaj se nekonal                 |
| 1948 | Gottfried von Cramm (5) | Helmut Gulcz           | 6–4, 6–1, 4–6, 6–3                |
| 1949 | Gottfried von Cramm (6) | Ernst Buchholz         | 7–5, 6–1, 6–0                     |
| 1950 | Jaroslav Drobný         | Gottfried von Cramm    | 6–3, 6–4, 6–4                     |
| 1951 | Lennart Bergelin        | Sven Davidson          | 4–6, 6–3, 4–6, 6–4, 7–5           |
| 1952 | Eric Sturgess           | Jaroslav Drobný        | 6–3, 6–2, 6–3                     |
| 1953 | Budge Patty             | Fausto Gardini         | 6–3, 6–2, 6–3                     |
| 1954 | Budge Patty (2)         | Sven Davidson          | 6–1, 6–1, 7–5                     |
| 1955 | Arthur Larsen           | Władysław Skonecki     | 3–6, 6–3, 7–5, 6–8, 6–3           |
| 1956 | Lew Hoad                | Orlando Sirola         | 6–2, 5–7, 6–4, 8–6                |
| 1957 | Mervyn Rose             | Pierre Darmon          | 6–3, 6–0, 6–1                     |
| 1958 | Sven Davidson           | Jacques Brichant       | 5–7, 6–4, 0–6, 9–7, 6–3           |
| 1959 | Billy Knight            | Ian Vermaak            | 4–6, 6–4, 4–6, 6–3, 8–6           |
| 1960 | Nicola Pietrangeli      | Jan-Erik Lundqvist     | 6–3, 2–6, 6–4, 6–2                |
| 1961 | Rod Laver               | Luis Ayala             | 6–2, 6–8, 5–7, 6–1, 6–2           |
| 1962 | Rod Laver (2)           | Manuel Santana         | 8–6, 7–5, 6–4                     |
| 1963 | Martin Mulligan         | Bob Hewitt             | 6–0, 0–6, 8–6, 6–2                |
| 1964 | Wilhelm Bungert         | Christian Kuhnke       | 0–6, 6–4, 7–5, 6–2                |
| 1965 | Cliff Drysdale          | Boro Jovanović         | 6–2, 6–4, 3–6, 6–3                |
| 1966 | Fred Stolle             | István Gulyás          | 2–6, 7–5, 6–1, 6–2                |
| 1967 | Roy Emerson             | Manuel Santana         | 6–3, 6–3, 6–1                     |
| 1968 | John Newcombe           | Cliff Drysdale         | 6–3, 6–2, 6–4                     |
| 1969 | Tony Roche              | Tom Okker              | 6–1, 5–7, 7–5, 8–6                |
| 1970 | Tom Okker               | Ilie Năstase           | 4–6, 6–3, 6–3, 6–4                |
| 1971 | Andrés Gimeno           | Péter Szőke            | 6–3, 6–2, 6–2                     |
| 1972 | Manuel Orantes          | Adriano Panatta        | 6–3, 9–8, 6–0                     |
| 1973 | Eddie Dibbs             | Karl Meiler            | 6–1, 3–6, 7–6, 6–3                |
| 1974 | Eddie Dibbs (2)         | Hans-Joachim Plötz     | 6–2, 6–2, 6–3                     |
| 1975 | Manuel Orantes (2)      | Jan Kodeš              | 3–6, 6–2, 6–2, 4–6, 6–1           |
| 1976 | Eddie Dibbs (3)         | Manuel Orantes         | 6–4, 4–6, 6–1, 2–6, 6–1           |
| 1977 | Paolo Bertolucci        | Manuel Orantes         | 6–3, 4–6, 6–2, 6–3                |
| 1978 | Guillermo Vilas         | Wojciech Fibak         | 6–2, 6–4, 6–2                     |
| 1979 | José Higueras           | Harold Solomon         | 3–6, 6–1, 6–4, 6–1                |
| 1980 | Harold Solomon          | Guillermo Vilas        | 6–7, 6–2, 6–4, 2–6, 6–3           |
| 1981 | Peter McNamara          | Jimmy Connors          | 7–6, 6–1, 4–6, 6–4                |
| 1982 | José Higueras (2)       | Peter McNamara         | 4–6, 6–7, 7–6, 6–3, 7–6           |
| 1983 | Yannick Noah            | José Higueras          | 3–6, 7–5, 6–2, 6–0                |
| 1984 | Juan Aguilera           | Henrik Sundström       | 6–4, 2–6, 2–6, 6–4, 6–4           |
| 1985 | Miloslav Mečíř          | Henrik Sundström       | 6–4, 6–1, 6–4                     |
| 1986 | Henri Leconte           | Miloslav Mečíř         | 6–2, 5–7, 6–4, 6–2                |
| 1987 | Ivan Lendl              | Miloslav Mečíř         | 6–1, 6–3, 6–3                     |
| 1988 | Kent Carlsson           | Henri Leconte          | 6–2, 6–1, 6–4                     |
| 1989 | Ivan Lendl (2)          | Horst Skoff            | 6–4, 6–1, 6–3                     |
| 1990 | Juan Aguilera (2)       | Boris Becker           | 6–1, 6–0, 7–6                     |
| 1991 | Karel Nováček           | Magnus Gustafsson      | 6–3, 6–3, 5–7, 0–6, 6–1           |
| 1992 | Stefan Edberg           | Michael Stich          | 5–7, 6–4, 6–1                     |
| 1993 | Michael Stich           | Andrej Česnokov        | 6–3, 6–7(1–7), 7–6(9–7), 6–4      |
| 1994 | Andrij Medveděv         | Jevgenij Kafelnikov    | 6–4, 6–4, 3–6, 6–3                |
| 1995 | Andrij Medveděv (2)     | Goran Ivanišević       | 6–3, 6–2, 6–1                     |
| 1996 | Roberto Carretero       | Àlex Corretja          | 2–6, 6–4, 6–4, 6–4                |
| 1997 | Andrij Medveděv (3)     | Félix Mantilla         | 6–0, 6–4, 6–2                     |
| 1998 | Albert Costa            | Àlex Corretja          | 6–2, 6–0, 1–0skreč                |
| 1999 | Marcelo Ríos            | Mariano Zabaleta       | 6–7(5–7), 7–5, 5–7, 7–6(7–5), 6–2 |
| 2000 | Gustavo Kuerten         | Marat Safin            | 6–4, 5–7, 6–4, 5–7, 7–6(7–3)      |
| 2001 | Albert Portas           | Juan Carlos Ferrero    | 4–6, 6–2, 0–6, 7–6(7–5), 7–5      |
| 2002 | Roger Federer           | Marat Safin            | 6–1, 6–3, 6–4                     |
| 2003 | Guillermo Coria         | Agustín Calleri        | 6–3, 6–4, 6–4                     |
| 2004 | Roger Federer (2)       | Guillermo Coria        | 4–6, 6–4, 6–2, 6–3                |
| 2005 | Roger Federer (3)       | Richard Gasquet        | 6–3, 7–5, 7–6(7–4)                |
| 2006 | Tommy Robredo           | Radek Štěpánek         | 6–1, 6–3, 6–3                     |
| 2007 | Roger Federer (4)       | Rafael Nadal           | 2–6, 6–2, 6–0                     |
| 2008 | Rafael Nadal            | Roger Federer          | 7–5, 6–7(3–7), 6–3                |
| 2009 | Nikolaj Davyděnko       | Paul-Henri Mathieu     | 6–4, 6–2                          |
| 2010 | Andrej Golubjev         | Jürgen Melzer          | 6–3, 7–5                          |
| 2011 | Gilles Simon            | Nicolás Almagro        | 6–4, 4–6, 6–4                     |
| 2012 | Juan Mónaco             | Tommy Haas             | 7–5, 6–4                          |
| 2013 | Fabio Fognini           | Federico Delbonis      | 4–6, 7–6(10–8), 6–2               |
| 2014 | Leonardo Mayer          | David Ferrer           | 6–7(3–7), 6–1, 7–6(7–4)           |
| 2015 | Rafael Nadal (2)        | Fabio Fognini          | 7–5, 7–5                          |
| 2016 | Martin Kližan           | Pablo Cuevas           | 6–1, 6–4                          |
| 2017 | Leonardo Mayer (2)      | Florian Mayer          | 6–4, 4–6, 6–3                     |
| 2018 | Nikoloz Basilašvili     | Leonardo Mayer         | 6–4, 0–6, 7–5                     |
| 2019 | Nikoloz Basilašvili (2) | Andrej Rubljov         | 7–5, 4–6, 6–3                     |
| 2020 | Andrej Rubljov          | Stefanos Tsitsipas     | 6–4, 3–6, 7–5                     |
| 2021 | Pablo Carreño Busta     | Filip Krajinović       | 6–2, 6–4                          |
| 2022 | Lorenzo Musetti         | Carlos Alcaraz         | 6–4, 6–7(6–8), 6–4                |
| 2023 | Alexander Zverev        | Laslo Djere            | 7–5, 6–3                          |
| 2024 | Arthur Fils             | Alexander Zverev       | 6–3, 3–6, 7–6(7–1)                |

### Ženská dvouhra
| Rok  | vítězka                   | finalistka                | výsledek          |
| ---- | ------------------------- | ------------------------- | ----------------- |
| 1982 | Lisa Bonderová-Kreissová  | Renáta Tomanová           | 6–3, 6–2          |
| 1983 | Andrea Temesváriová       | Eva Pfaffová              | 6–4, 6–2          |
| 1984 | turnaj se nekonal         | turnaj se nekonal         | turnaj se nekonal |
| 1986 | turnaj se nekonal         | turnaj se nekonal         | turnaj se nekonal |
| 1987 | Steffi Grafová            | Isabel Cuetová            | 6–2, 6–2          |
| 1988 | Steffi Grafová            | Katerina Malejevová       | 6–4, 6–2          |
| 1989 | Steffi Grafová            | Jana Novotná              | bez boje          |
| 1990 | Steffi Grafová            | Arantxa Sánchez Vicariová | 5–7, 6–0, 6–1     |
| 1991 | Steffi Grafová            | Monika Selešová           | 7–5, 6–7, 6–3     |
| 1992 | Steffi Grafová            | Gabriela Sabatini         | 7–6, 6–2          |
| 1993 | Arantxa Sánchez Vicariová | Steffi Grafová            | 6–3, 6–3          |
| 1994 | Arantxa Sánchez Vicariová | Steffi Grafová            | 4–6, 7–6, 7–6     |
| 1995 | Conchita Martínezová      | Martina Hingisová         | 6–1, 6–0          |
| 1996 | Arantxa Sánchez Vicariová | Conchita Martínezová      | 4–6, 7–6, 6–0     |
| 1997 | Iva Majoliová             | Ruxandra Dragomirová      | 6–3, 6–2          |
| 1998 | Martina Hingisová         | Jana Novotná              | 6–3, 7–5          |
| 1999 | Venus Williamsová         | Mary Pierceová            | 6–0, 6–3          |
| 2000 | Martina Hingisová         | Arantxa Sánchez Vicariová | 6–3, 6–3          |
| 2001 | Venus Williamsová         | Meghann Shaughnessyová    | 6–3, 6–0          |
| 2002 | Kim Clijstersová          | Venus Williamsová         | 1–6, 6–3, 6–4     |
| 2003 | turnaj se nekonal         | turnaj se nekonal         | turnaj se nekonal |
| 2020 | turnaj se nekonal         | turnaj se nekonal         | turnaj se nekonal |
| 2021 | Elena-Gabriela Ruseová    | Andrea Petkovicová        | 7–6(8–6), 6–4     |
| 2022 | Bernarda Peraová          | Anett Kontaveitová        | 6–2, 6–4          |
| 2023 | Arantxa Rusová            | Noma Noha Akugueová       | 6–0, 7–6(7–3)     |
| 2024 | Anna Bondárová            | Arantxa Rusová            | 6–4, 6–2          |

### Mužská čtyřhra
| Rok  | vítězové                                      | finalisté                                      | výsledek                |
| ---- | --------------------------------------------- | ---------------------------------------------- | ----------------------- |
| 1902 | Max Decugis Maurice Germot                    | Bornemann Thomsen                              | 7–9, 6–2, 3–6, 6–1, 6–2 |
| 1903 | Rolf Kinzl Kurt von Wessely                   | —                                              | —                       |
| 1904 | Major Ritchie Wilmot Ernest Lane              | —                                              | —                       |
| 1905 | Tony Wilding E. Spitz                         | —                                              | —                       |
| 1906 | Major Ritchie (2) Gerhard F. Adler            | V. v. Müller Oscar Kreuzer                     | 7–5, 2–6, 4–6, 6–3, 6–3 |
| 1907 | Otto Froitzheim Louis Trasenster              | Major Ritchie Gerhard F. Adler                 | 6–3, 6–4, 6–3           |
| 1908 | Otto von Müller Heinrich Schomburgk           | Major Ritchie Gerhard F. Adler                 | 2–6, 6–1, 6–0           |
| 1909 | Friedrich Rahe Curt Bergmann                  | —                                              | —                       |
| 1910 | Otto von Müller (2) Heinrich Schomburgk (2)   | Otto Froitzheim Otto Lindpaintner              | 5–7, 5–7, 6–3, 6–0, 6–1 |
| 1911 | Otto Froitzheim (2) Felix Pipes               | —                                              | —                       |
| 1912 | Luis Maria Heyden Louis Trasenster            | Heinrich Schomburgk Otto von Müller            | 6–1, 6–3, 6–4           |
| 1913 | Rolf Kinzl (2) Kurt von Wessely (2)           | —                                              | —                       |
| 1914 | turnaj se nekonal                             | turnaj se nekonal                              | turnaj se nekonal       |
| 1919 | turnaj se nekonal                             | turnaj se nekonal                              | turnaj se nekonal       |
| 1920 | Ludwig von Salm Oscar Kreuzer                 | —                                              | —                       |
| 1921 | Luis Maria Heyden (2) Heinrich Schomburgk (3) | —                                              | —                       |
| 1922 | Otto Froitzheim (3) Oscar Kreuzer (2)         | —                                              | —                       |
| 1923 | Friedrich Rahe (2) Béla von Kehrling          | —                                              | —                       |
| 1924 | Friedrich Rahe (3) Béla von Kehrling (2)      | —                                              | —                       |
| 1925 | Otto Froitzheim (4) Oscar Kreuzer (3)         | —                                              | —                       |
| 1926 | Friedrich Rahe (4) Béla von Kehrling (3)      | —                                              | —                       |
| 1927 | Donald Greig Maurice Summerson                | —                                              | —                       |
| 1928 | Jack Cummings Edgar Moon                      | —                                              | —                       |
| 1929 | Jacques Brugnon Christian Boussus             | Pierre Henri Landry Pat Spence                 | 8–6, 6–2, 6–4           |
| 1930 | Jack Crawford Edgar Moon (2)                  | Tamino Abé Takeiči Harada                      | 6–3, 2–6, 6–4, 6–3      |
| 1931 | Walter Dessart Eberhard Nourney               | René de Buzelet Christian Boussus              | 6–3, 6–3, 5–7, 4–6, 6–0 |
| 1932 | Jack Crawford (2) Harry Hopman                | Pat Hughes Harry Lee                           | 7–5, 6–3, 3–6, 6–3      |
| 1933 | Rjósuki Nunoi Džiró Sató                      | —                                              | —                       |
| 1934 | Enrique Maier Adrian Quist                    | Vojtěch Vodička Josef Caska                    | 6–2, 6–4, 6–3           |
| 1935 | Henner Henkel Helmut Denker                   | —                                              | —                       |
| 1936 | turnaj se nekonal                             | turnaj se nekonal                              | turnaj se nekonal       |
| 1937 | Jack Crawford (3) Vivian McGrath              | D. Butler F. Wilde                             | 5–7, 6–4, 2–6, 6–4, 6–3 |
| 1938 | Yvon Petra Jean Lesueur                       | —                                              | —                       |
| 1939 | Henner Henkel (2) Roderich Menzel             | O. Anderson E. Smith                           | 6–1, 7–5, 6–4           |
| 1940 | turnaj se nekonal                             | turnaj se nekonal                              | turnaj se nekonal       |
| 1947 | turnaj se nekonal                             | turnaj se nekonal                              | turnaj se nekonal       |
| 1948 | Gottfried von Cramm Jack Harper               | —                                              | 6–3, 6–3, 6–1           |
| 1949 | Gottfried von Cramm (2) Jack Harper (2)       | Ernst Buchholz Engelbert Koch                  | 6–3, 7–5, 5–7, 6–4      |
| 1950 | Adrian Quist Bill Sidwell                     | Gottfried von Cramm Jack Harper                | 6–4, 8–6, 6–2           |
| 1951 | Kurt Nielsen Torben Ulrich                    | Gottfried von Cramm Rolf Göpfert               | 4–6, 6–3, 4–6, 6–4, 7–5 |
| 1952 | Jaroslav Drobný Ian Ayre                      | Tony Mottram Eric Sturgess                     | 3–6, 8–6, 6–3           |
| 1953 | Gottfried von Cramm (3) Budge Patty           | Alfred Huber Hans Redl                         | 8–6, 4–6, 3–6, 6–2, 6–2 |
| 1954 | Gottfried von Cramm (4) Budge Patty (2)       | Lennart Bergelin Sven Davidson                 | 9–7, 6–4, 6–2           |
| 1955 | Gottfried von Cramm (5) Budge Patty (3)       | Adrian Quist W.R. Seymour                      | 6–1, 7–9, 6–4, 9–7      |
| 1956 | Don Candy Lew Hoad                            | Luis Ayala Sven Davidson                       | 6–4, 7–5, 6–2           |
| 1957 | Don Candy (2) Mervyn Rose                     | Nicola Pietrangeli Orlando Sirola              | 10–8, 6–3, 6–3          |
| 1958 | Francisco Contreras Mario Llamas              | Ladislav Legenstein Vladimir Petrović          | 6–3, 6–4, 6–3           |
| 1959 | Don Candy (3) Luis Ayala                      | Billy Knight Carlos Fernandes                  | 6–8, 6–3, 7–5, 6–2      |
| 1960 | Roy Emerson Neale Fraser                      | Peter Schell Ladislav Legenstein               | 7–5, 3–6, 6–3, 9–7      |
| 1961 | Bob Hewitt Fred Stolle                        | —                                              | —                       |
| 1962 | Bob Hewitt (2) Martin Mulligan                | —                                              | —                       |
| 1963 | Bob Hewitt (3) Fred Stolle (2)                | —                                              | —                       |
| 1964 | José Luis Arilla Manuel Santana               | —                                              | —                       |
| 1965 | Ingo Buding Christian Kuhnke                  | —                                              | —                       |
| 1966 | Fred Stolle (3) Torben Ulrich (2)             | —                                              | —                       |
| 1967 | Bob Hewitt (4) Frew McMillan                  | —                                              | —                       |
| 1968 | Tom Okker Marty Riessen                       | John Newcombe Tony Roche                       | 6–4, 6–4, 7–5           |
| 1969 | Tom Okker (2) Marty Riessen (2)               | Jean-Claude Barclay Jürgen Fassbender          | 6–1, 6–2, 6–4           |
| 1970 | Bob Hewitt (5) Frew McMillan (2)              | Tom Okker Nikola Pilić                         | 6–3, 7–5, 6–2           |
| 1971 | John Alexander Andrés Gimeno                  | Dick Crealy Allan Stone                        | 6–4, 7–5, 7–9, 6–4      |
| 1972 | Jan Kodeš Ilie Năstase                        | Bob Hewitt Ion Țiriac                          | 4–6, 6–0, 3–6, 6–2, 6–2 |
| 1973 | Jürgen Fassbender Hans-Jürgen Pohmann         | Manuel Orantes Ion Țiriac                      | 7–6, 7–6, 7–6           |
| 1974 | Jürgen Fassbender (2) Hans-Jürgen Pohmann (2) | Brian Gottfried Raúl Ramírez                   | 6–3, 6–4, 6–4           |
| 1975 | Juan Gisbert Manuel Orantes                   | Wojciech Fibak Jan Kodeš                       | 6–3, 7–6                |
| 1976 | Fred McNair Sherwood Stewart                  | Dick Crealy Kim Warwick                        | 7–6, 7–6, 7–6           |
| 1977 | Bob Hewitt (6) Karl Meiler                    | Phil Dent Kim Warwick                          | 3–6, 6–3, 6–4, 6–4      |
| 1978 | Wojciech Fibak Tom Okker (3)                  | Antonio Muñoz Víctor Pecci                     | 6–2, 6–4                |
| 1979 | Jan Kodeš (2) Tomáš Šmíd                      | Mark Edmondson John Marks                      | 6–3, 6–1, 7–6           |
| 1980 | Andrés Gómez Heinz Gildemeister               | Reinhart Probst Max Wünschig                   | 6–3, 6–4                |
| 1981 | Hans Gildemeister Andrés Gómez (2)            | Paul McNamee Peter McNamara                    | 6–4, 3–6, 6–4           |
| 1982 | Pavel Složil Tomáš Šmíd (2)                   | Anders Järryd Hans Simonsson                   | 6–4, 6–3                |
| 1983 | Heinz Günthardt Balázs Taróczy                | Mark Edmondson Brian Gottfried                 | 7–6, 4–6, 6–4           |
| 1984 | Stefan Edberg Anders Järryd                   | Heinz Günthardt Balázs Taróczy                 | 6–3, 6–1                |
| 1985 | Hans Gildemeister (2) Andrés Gómez (4)        | Heinz Günthardt Balázs Taróczy                 | 1–6, 7–6, 6–4           |
| 1986 | Sergio Casal Emilio Sánchez                   | Boris Becker Eric Jelen                        | 6–4, 6–1                |
| 1987 | Miloslav Mečíř Tomáš Šmíd (3)                 | Claudio Mezzadri Jim Pugh                      | 4–6, 7–6, 6–2           |
| 1988 | Darren Cahill Laurie Warder                   | Rick Leach Jim Pugh                            | 6–4, 6–4                |
| 1989 | Emilio Sánchez (2) Javier Sánchez             | Boris Becker Eric Jelen                        | 6–4, 6–1                |
| 1990 | Sergi Bruguera Jim Courier                    | Udo Riglewski Michael Stich                    | 7–6, 6–2                |
| 1991 | Sergio Casal (2) Emilio Sánchez (3)           | Cássio Motta Danie Visser                      | 4–6, 6–3, 6–2           |
| 1992 | Sergio Casal (3) Emilio Sánchez (4)           | Carl-Uwe Steeb Michael Stich                   | 5–7, 6–4, 6–3           |
| 1993 | Paul Haarhuis Mark Koevermans                 | Grant Connell Patrick Galbraith                | 6–4, 6–7, 7–6           |
| 1994 | Scott Melville Piet Norval                    | Henrik Holm Anders Järryd                      | 6–3, 6–4                |
| 1995 | Wayne Ferreira Jevgenij Kafelnikov            | Byron Black Andrej Olchovskij                  | 6–1, 7–6                |
| 1996 | Mark Knowles Daniel Nestor                    | Guy Forget Jakob Hlasek                        | 6–2, 6–4                |
| 1997 | Luis Lobo Javier Sánchez (2)                  | Neil Broad Piet Norval                         | 6–3, 7–6                |
| 1998 | Donald Johnson Francisco Montana              | David Adams Brett Steven                       | 6–2, 7–5                |
| 1999 | Wayne Arthurs Andrew Kratzmann                | Paul Haarhuis Jared Palmer                     | 2–6, 7–6(7–5), 6–2      |
| 2000 | Todd Woodbridge Mark Woodforde                | Wayne Arthurs Sandon Stolle                    | 6–7(4–7), 6–4, 6–3      |
| 2001 | Jonas Björkman Todd Woodbridge (2)            | Daniel Nestor Sandon Stolle                    | 7–6(7–2), 3–6, 6–3      |
| 2002 | Maheš Bhúpatí Jan-Michael Gambill             | Jonas Björkman Todd Woodbridge                 | 6–2, 6–4                |
| 2003 | Mark Knowles (2) Daniel Nestor (2)            | Maheš Bhúpatí Max Mirnyj                       | 6–4, 7–6(12–10)         |
| 2004 | Wayne Black Kevin Ullyett                     | Bob Bryan Mike Bryan                           | 6–4, 6–2                |
| 2005 | Jonas Björkman (2) Max Mirnyj                 | Michaël Llodra Fabrice Santoro                 | 4–6, 7–6(7–2), 7–6(7–3) |
| 2006 | Paul Hanley Kevin Ullyett (2)                 | Mark Knowles Daniel Nestor                     | 6–2, 7–6(10–8)          |
| 2007 | Bob Bryan Mike Bryan                          | Paul Hanley Kevin Ullyett                      | 6–3, 6–4                |
| 2008 | Daniel Nestor (3) Nenad Zimonjić              | Bob Bryan Mike Bryan                           | 6–4, 5–7, [10–8]        |
| 2009 | Simon Aspelin Paul Hanley (2)                 | Marcelo Melo Filip Polášek                     | 6–3, 6–3                |
| 2010 | Marc López David Marrero                      | Jérémy Chardy Paul-Henri Mathieu               | 6–3, 2–6, [10–8]        |
| 2011 | Oliver Marach Alexander Peya                  | František Čermák Filip Polášek                 | 6–4, 6–1                |
| 2012 | David Marrero (2) Fernando Verdasco           | Rogério Dutra da Silva Daniel Muñoz de la Nava | 6–4, 6–3                |
| 2013 | Mariusz Fyrstenberg Marcin Matkowski          | Alexander Peya Bruno Soares                    | 3–6, 6–1, [10–8]        |
| 2014 | Marin Draganja Florin Mergea                  | Alexander Peya Bruno Soares                    | 6–4, 7–5                |
| 2015 | Jamie Murray John Peers                       | Juan Sebastián Cabal Robert Farah              | 2–6, 6–3, [10–8]        |
| 2016 | Henri Kontinen John Peers (2)                 | Daniel Nestor Ajsám Kúreší                     | 7–5, 6–3                |
| 2017 | Ivan Dodig Mate Pavić                         | Pablo Cuevas Marc López                        | 6–3, 6–4                |
| 2018 | Julio Peralta Horacio Zeballos                | Oliver Marach Mate Pavić                       | 6–1, 4–6, [10–6]        |
| 2019 | Oliver Marach (2) Jürgen Melzer               | Robin Haase Wesley Koolhof                     | 6–2, 7–6(7–3)           |
| 2020 | John Peers (3) Michael Venus                  | Ivan Dodig Mate Pavić                          | 6–3, 6–4                |
| 2021 | Tim Pütz Michael Venus (2)                    | Kevin Krawietz Horia Tecău                     | 6–3, 6–7(3–7), [10–8]   |
| 2022 | Lloyd Glasspool Harri Heliövaara              | Rohan Bopanna Matwé Middelkoop                 | 6–2, 6–4                |
| 2023 | Kevin Krawietz Tim Pütz                       | Sander Gillé Joran Vliegen                     | 7–6(7–4), 6–3           |
| 2024 | Kevin Krawietz (2) Tim Pütz (3)               | Fabien Reboul Édouard Roger-Vasselin           | 7–6(10–8), 6–2          |

### Ženská čtyřhra
| Rok  | vítězky                                     | finalistky                                   | výsledek          |
| ---- | ------------------------------------------- | -------------------------------------------- | ----------------- |
| 1982 | Elizabeth Ekblomová Lena Sandinová          | Pat Medradová Claudia Monteirová             | 7–6, 6–3          |
| 1983 | Bettina Bungeová Claudia Kohde-Kilschová    | Ivanna Madrugaová Catherine Tanvierová       | 7–5, 6–4          |
| 1984 | turnaj se nekonal                           | turnaj se nekonal                            | turnaj se nekonal |
| 1986 | turnaj se nekonal                           | turnaj se nekonal                            | turnaj se nekonal |
| 1987 | Claudia Kohde-Kilschová Jana Novotná        | Natalija Jegorovová Leila Meschiová          | 7–6, 7–6          |
| 1988 | Jana Novotná Tine Scheuer-Larsenová         | Andrea Betznerová Judith Wiesnerová          | 6–4, 6–2          |
| 1989 | Isabelle Demongeot Nathalie Tauziatová      | Jana Novotná Helena Suková                   | bez boje          |
| 1990 | Gigi Fernándezová Martina Navrátilová       | Larisa Neilandová Helena Suková              | 6–2, 6–3          |
| 1991 | Jana Novotná Larisa Neilandová              | Arantxa Sánchez Vicariová Helena Suková      | 7–5, 6–1          |
| 1992 | Steffi Grafová Rennae Stubbsová             | Manon Bollegrafová Arantxa Sánchez Vicariová | 4–6, 6–3, 6–4     |
| 1993 | Steffi Grafová Rennae Stubbsová             | Larisa Neilandová Jana Novotná               | 6–4, 7–6          |
| 1994 | Jana Novotná Arantxa Sánchez Vicariová      | Jevgenija Maniokovová Leila Meschiová        | 6–3, 6–2          |
| 1995 | Gigi Fernándezová Martina Hingisová         | Conchita Martínezová Patricia Tarabiniová    | 6–2, 6–3          |
| 1996 | Arantxa Sánchez Vicariová Brenda Schultzová | Gigi Fernándezová Martina Hingisová          | 4–6, 7–6, 6–4     |
| 1997 | Anke Huberová Mary Pierceová                | Ruxandra Dragomirová Iva Majoliová           | 2–6, 7–6, 6–2     |
| 1998 | Barbara Schettová Patty Schnyderová         | Martina Hingisová Jana Novotná               | 7–6, 3–6, 6–3     |
| 1999 | Larisa Neilandová Arantxa Sánchez Vicariová | Amanda Coetzerová Jana Novotná               | 6–2, 6–1          |
| 2000 | Anna Kurnikovová Nataša Zverevová           | Nicole Arendtová Manon Bollegrafová          | 6–7, 6–2, 6–4     |
| 2001 | Cara Blacková Jelena Lichovcevová           | Květa Peschkeová Barbara Rittnerová          | 6–2, 4–6, 6–2     |
| 2002 | Martina Hingisová Barbara Schettová         | Daniela Hantuchová Arantxa Sánchez Vicariová | 6–1, 6–1          |
| 2003 | turnaj se nekonal                           | turnaj se nekonal                            | turnaj se nekonal |
| 2020 | turnaj se nekonal                           | turnaj se nekonal                            | turnaj se nekonal |
| 2021 | Jasmine Paoliniová Jil Teichmannová         | Astra Sharmaová Rosalie van der Hoeková      | 6–0, 6–4          |
| 2022 | Sophie Changová Angela Kulikovová           | Miju Katová Aldila Sutjiadiová               | 6–3, 4–6, [10–6]  |
| 2023 | Anna Danilinová Alexandra Panovová          | Miriam Kolodziejová Angela Kulikovová        | 6–4, 6–2          |
| 2024 | Anna Bondárová Kimberley Zimmermannová      | Arantxa Rusová Nina Stojanovićová            | 5–7, 6–3, [11–9]  |